# تيم وود
تيم وود (بالإنجليزية: Tim Wood)‏ هو متزلج فني أمريكي، ولد في 21 يونيو 1948 في هايلاند بارك في الولايات المتحدة.

## وصلات خارجية
- تيم وود على موقع اللجنة الأولمبية الدولية (الإنجليزية)
- تيم وود على موقع أوليمبيديا (الإنجليزية)